# 24-Stunden-Rennen auf dem Nürburgring 1971

Streckenführung für das 24-Stunden-Rennen bis 1982

Das 2. 24-Stunden-Rennen auf dem Nürburgring fand vom 26. bis zum 27. Juni 1971 auf dem Nürburgring statt.

## Rennergebnis
Wie auch im Vorjahr dominierten die BMW am Nürburgring. Alle Fahrzeuge auf dem Podium kamen vom bayerischen Hersteller, unter den Top 10 befanden sich insgesamt sieben BMW. Die drei schnellsten Fahrzeuge befanden sich nach 24 Stunden noch alle innerhalb einer Runde, am Ende setzten sich Ferfried Prinz von Hohenzollern und Gerold Pankl im leichten BMW 2002 von Alpina BMW aus Buchloe knapp gegen zwei leistungsstärkere BMW 2800 CS aus der Klasse über 2,5 Liter Hubraum durch. Auf dem zweiten Rang platzierten sich Rüdiger Faltz und Hans-Jürgen Schulte-Oversohl für BMW-Alpina-Essen mit einem Rückstand von nur 1:12,75 Minuten auf die Sieger. Auf dem dritten Platz folgten Karl-Heinz Eisenschenk und Hans-Günther Stoffel.
Von den 99 gestarteten Fahrzeugen wurden 42 gewertet. Die Sieger fuhren 125 Runden und legten dabei insgesamt 2854,38 km zurück.
Vorjahressieger Hans-Joachim Stuck, der wieder auf einem BMW 2002 an den Start ging – 1971 wie die Sieger für Alpina BMW aus Buchloe und mit Günther Huber als zweiten Fahrer an seiner Seite – beendete das Rennen nicht. Clemens Schickentanz, Stucks Teamkollege aus dem Vorjahr, nahm 1971 nicht teil.

## Streckenführung
Da die heutige Grand-Prix-Strecke am Nürburgring erst 1983 gebaut wurde, fuhr das 24-Stunden-Rennen bis 1982 auf einer ursprünglichen Streckenführung des Nürburgrings. Neben der Nordschleife war dies nur die „Betonschleife“ genannte Start-und-Ziel-Schleife.
Nach einem drohenden Boykott der Formel-1-Fahrer im Sommer 1970 wurden 17 Millionen DM in die Sicherheit der Nordschleife investiert. Sprungkuppen wurden entfernt bzw. entschärft und die Strecke um Curbs, Seitenstreifen und Leitplanken ergänzt. Zudem wurde zwischen Tiergarten und Start- und Zielgeraden die Hohenrainschikane gebaut.